# Ba-wan
Le ba-wan (肉圓, ròuyuán) est une nourriture de rue taïwanaise, composée d'une pâte translucide en forme de disque de 6 à 8 centimètres de diamètre à base d'amidon de patate douce, remplie d'une farce salée et servie avec une sauce sucrée et salée. La farce varie largement selon les régions de Taïwan, mais se compose généralement d'un mélange de porc, de pousses de bambou et de champignons shiitake. Le ba-wan de style Changhua est considéré comme le ba-wan « standard » car il est le plus célèbre et le plus largement imité de tous les styles de ba-wan.

## Terminologie
Le terme ba-wan est une romanisation non standard dérivée du hokkien taïwanais. Dans le canton de Lukang, dans le comté de Changhua, les ba-wan sont connus sous le nom de bahhoe (肉回 ; ròuhuí ; bah-hôe ; « retour de viande ») car ils prennent la forme en bloc du caractère 回. La pâte gélatineuse est faite d'une combinaison d'amidon de maïs, d'amidon de patate douce et de farine de riz, ce qui lui donne sa texture moelleuse, collante et gélatineuse et une teinte translucide grisâtre. Les ba-wan sont d'abord cuits à la vapeur, mais ils peuvent aussi être servis après avoir été frits pour leur donner une « peau » ou pochés doucement dans l'huile pour les réchauffer sans les dessécher.

## Histoire
On pense que les ba-wan ont été préparés pour la première fois dans le canton de Beidou, dans le comté de Changhua, par un scribe du nom de Fan Wan-chu (范萬居 ; Fàn Wànjū) comme aliment de secours en cas de catastrophe, lorsque la région a été frappée par de fortes inondations en 1898. Depuis lors, les ba-wan se sont répandus dans différentes régions de Taïwan et sont désormais considérés par beaucoup comme un aliment national, et on peut les trouver dans la plupart des marchés de nuit taïwanais. Leur forme les rend relativement faciles à préparer à l'avance et à stocker. Comme les baguettes ou les petits pains cuits à la vapeur, ils peuvent être rapidement réchauffés dans l'huile avant d'être servis.